# 思蒙站
思蒙站位于湖南省溆浦县思蒙乡，是沪昆铁路上的一个火车站，离株洲站356公里，离贵阳站549公里，隶属广州铁路（集团）公司怀化铁路总公司管辖，现为四等站，办理旅客乘降、行包托运和货物发到。

## 历史
车站于1971年建成，1972年启用，原名仁里冲站。为配合当地旅游发展，经中国铁路总公司同意，从2014年7月18日16时起，沪昆铁路仁里冲站正式更名为思蒙站。。

## 事故
1977年3月13日，62次列车行至仁里冲站外，因旅客朱晓纪携带香蕉水引发火灾，造成两节车箱烧毁，损失17万元，事故导致360名旅客受伤。